# La estratagema Sontaran
«La estratagema Sontaran» («The Sontaran Stratagem») es el cuarto episodio de la cuarta temporada moderna de la serie británica de ciencia ficción Doctor Who, emitido originalmente el 26 de abril de 2008. Es la primera parte de una historia en dos episodios que concluye con El cielo envenenado, y en ella regresan Freema Agyeman como Martha Jones, UNIT y los Sontarans. También debutó Dan Starkey, futuro intérprete de Strax, como el comandante Sontaran.

## Argumento
Martha Jones (Freema Agyeman) llama al Décimo Doctor (David Tennant) por teléfono para pedirle ayuda durante una investigación para UNIT. Nada más llegar, UNIT inicia un asalto a una fábrica de ATMOS, una compañía que ha comercializado un sistema de navegación por satélite desarrollado por el joven prodigio Luke Rattigan (Ryan Sampson). El sistema también reduce las emisiones de dióxido de carbono a cero, pero UNIT sospecha y pidió la ayuda del Doctor porque la tecnología que utiliza no es contemporánea y podría ser alienígena. UNIT también está preocupada porque se han producido 52 muertes simultáneamente y de forma espontánea en los últimos días. El Doctor se dirige a investigar a la escuela privada de Rattigan, y descubre que todo es una trama urdida por un batallón de Sontarans comandados por el general Staal "el Invicto", que han estado preparando una invasión combinando clones humanos, control mental y ATMOS. Dos humanos controlados capturan a Martha y la clonan para tener un topo dentro de UNIT.
Mientras tanto, Donna Noble (Catherine Tate) vuelve a su casa a avisar a su madre, Sylvia (Jacqueline King), y su abuelo, Wilfred (Bernard Cribbins), sobre el Doctor, después de que Martha se lo aconsejara, pero preocupada por las consecuencias de decir la verdad, decide no contárselo a su madre. El Doctor investiga el dispositivo ATMOS instalado en el coche de Donna y descubre una función secundaria: puede emitir un gas venenoso. Wilfred intenta sacar el coche a la carretera, pero se ve atrapado en el interior cuando Staal (Christopher Ryan) activa los 400 millones de dispositivos ATMOS instalados en los coches de todo el mundo, que empiezan a expulsar todos a la vez el nocivo gas.

## Producción

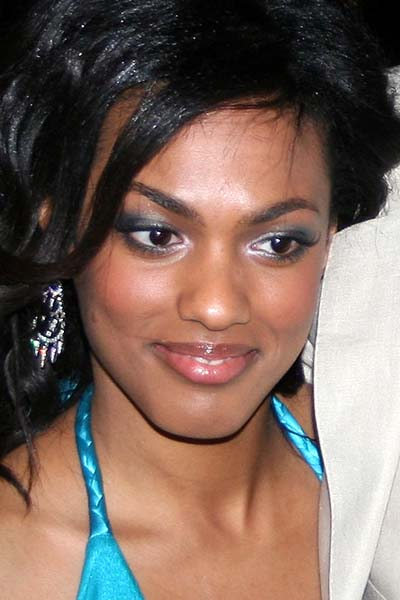
En este episodio regresa Freema Agyeman como Martha Jones.

### Diseño
En el episodio se muestra el regreso de los Sontarans, que no aparecían desde el serial de 1985 The Two Doctors; una aparición protagonista de UNIT; y Martha Jones, que no aparecía desde El último de los Señores del Tiempo sin contar sus apariciones en varios episodios de Torchwood. En el borrador del episodio que Russell T Davies le dio a la guionista Helen Raynor aparecían los términos "Sontarans", "militares" y "regreso de Martha".
En este episodio continuó el esquema de hacer regresar monstruos de la serie clásica en la moderna. Davies comentó que los Sontarans estuvieron "siempre en su lista" de villanos que resucitar. La época y localización del episodio se escogieron deliberadamente porque todas las historias Sontaran salvo The Invasion of Time estaban ambientadas en la Tierra.

### Guion
La marcha de Martha permitió a Davies cambiar la personalidad del personaje. En su reaparición, es más madura y una igual al Doctor en comparación con enamorarse de él en la anterior temporada. Se debatieron varios aspectos de su personaje: en particular, su estatus y su reacción hacia Donna. Raynor decidió enfatizar la carrera médica de Martha sobre la militar, y evitó un escenario de "pelea de gatas" porque pensó que hubiera sido un refrito de la opinión inicial de Rose Tyler hacia Sarah Jane Smith en el episodio de la segunda temporada Reunión escolar.
En este episodio se muestra la primera aparición protagonista de UNIT desde el regreso de la serie. Su nombre cambió de United Nations Intelligence Taskforce a Unified Intelligence Taskfore a petición de las Naciones Unidas, que citaron el clima político y la potencial "confusión de marcas" como las razones de esta disociación. Davies acuñó el nuevo acrónimo tras varias reuniones con los guionistas. Los soldados Gray y Wilson se escribieron específicamente como "pasto de los alienígenas". El episodio hace referencia a la inconsistencia de datación en las historias de UNIT cuando el Doctor menciona que no está seguro de si trabajo para ellos en los setenta o los ochenta.
Raynor inicialmente pensó que el gas venenoso lo emitieran las fábricas, pero en borradores posteriores lo cambio a los coches por varias razones: el episodio serviríra de comentario social y la idea de un "sistema de navegación diabólico" "enganchaba mucho más" y era "irrestible"; Davies pensó que la idea era "tan Doctor Who". Como la serie se estaba produciendo en un orden distinto al de emisión, la subtrama de ATMOS se pudo sembrar en el episodio Compañeros de delitos. Continuando con el arco argumental de la temporada, se mencionó la "decimoquinta luna rota" de la Cascada Medusa. En el episodio, un sistema instalado en un jeep de UNIT estalla de forma poco espectacular; originalmente, Raynor quería una explosión más grande, pero la redujo a unas pocas chispas para reducir costes y para satirizar el cliché de película de acción.
En el episodio, como en Alienígenas en Londres y El experimento Lazarus, presentó como es debido a la familia de la acompañante. A diferencia de los Tyler o los Jones, tanto Sylvia Noble como Wilfred Mott conocían de antes al Doctor (en La novia fugitiva y El viaje de los condenados, respectivamente), permitiéndole a Raynor explorar una subtrama adicional. En el diálogo se explica que la ausencia de Mott de la boda de Donna fue porque tenía gripe española. La opinión positiva de Wilfred hacia el Doctor contrasta con la de Sylvia, que "se unió a una larga lista de madres a las que no les gustaba el Doctor"; Davies quería un miembro de la familia que confiara en el Doctor desde el regreso de la serie.

### Rodaje
La escena de apertura, en la que la periodista Jo Nakashima (Eleanor Matsuura) cae con el coche al canal, se rodó en los puertos de Cardiff. Las escenas en la academia se rodaron en Margam Country Park, Port Talbot, del 23 al 26 de octubre de 2007. The Mill añadió en postproducción el paisaje de Londres y el gas.
Cuando le entrevistaron en Friday Night with Jonathan Ross, Catherine Tate dijo que había estado rodando con diez actores intérpretes de Sontarans durante dos semanas antes de darse cuenta de que había actores dentro del vestuario. Ella había asumido que los Sontarans "funcionaban con electricidad". No fue hasta que un actor se quitó el yelmo y mostró su verdadera cara que se dio cuenta de su error. Dijo que "se pegó un susto que casi la mata". A pesar de que la cultura clónica de los Sontaran ya venía de la serie clásica, La estratagema Sontaran es la primera vez en la que el proceso de clonación se mostró en pantalla. Originalmente, todos los trabajadores de la fábrica iban a ser clones, pero Raynor lo redujo a que solo fuera Martha para resolver problemas de continuidad con la segunda parte. El clon plantilla fue interpretado por Ruari Mears, que llevó una máscara de prótesis que le llevó más tiempo ponerse que ninguna otra máscara que hubiera llevado antes. Las escenas de la clonación se filmaron en una fábrica de champú de Gales y para el tanque con el clon se reutilizó un atrezzo de Los fuegos de Pompeya. A Davies y Agyeman les encantaron las escenas en la sala de clonación; a Agyeman le encantó interpretar una "acompañante maligna", de quien Davies y ella pensaban que hacía a la verdadera Martha "más cálida", y Davies pensó que el descubrimiento del tanque en una habitación oscura por parte de los soldados Gray y Harris era "Doctor Who clásico".

## Emisión y recepción

### Emisión y audiencias
La estratagema Sontaran fue el programa más visto en su horario, con 7,06 millones de espectadores. También fue el segundo programa más visto del día por detrás de Britain's Got Talent, y fue el 17º programa más visto de la semana. La puntuación de apreciación fue de 87 (considerada "excelente"), la más alta en su horario de emisión.

### Recepción de la crítica
Mark Wright de The Stage en conjunto comentó el episodio como "casi tan deliciosamente chapado a la antigua como el nuevo Who puede hacerse", diciendo que el guion era "una premisa hábilmente sencilla que te hace preguntarte por qué no se te ocurrió a ti mismo", y dijo que el personaje de Tate se había alejado de la caricatura de La novia fugitiva. Wright también alabó a Agyeman por interpretar "sin esfuerzo" a Martha y a su versión clónica maligna. Como fan de los Sontarans, Wright reaccionó positivamente hacia su regreso y rediseño. Ben Rawson-Jones de Digital Spy le dio al episodio 4 estrellas sobre 5. Rawson-Jones pensó que la trama estaba muy bien argumentada y con un buen ritmo, y pensó que la escritura de Helen Raynor había mejorado desde Daleks en Manhattan. Rawson-Jones también alabó la reintroducción de UNIT, Martha, la familia de Donna y los Sontarans, la interacción entre Donna y Martha, y la interpretación de Christopher Ryan como Staal, pero pesnó que la voz de Skorr era "distintivamente apagada". La dirección de Douglas Mackinnon también recibió críticas, particularmente las escenas de la sala de clonación. Al final, Rawson-Jones pensó que la efectividad de la primera parte descansaría en cómo los espectadores desearían engancharse para ver El cielo envenenado.
Matt Wales de IGN le dio al episodio un "buen" 7,9 sobre 10, diciendo que a pesar de la premisa del episodio, llegaba "peligrosamente cerca de la grandeza", y mencionó el "guion vulgar" de Raynor "que graciosamente caminaba por la cuerda floja entre la farsa sin miedo el pastiche sobreactuado de ciencia ficción". Wales notó que Tennant y Tate "condimentaban" los continuos balanceos entre "caras serias de funeral" y la "subversión bastante sádica" para jugar con las expectaciones de la audiencia. La interpretación de Ryan como Staal volvió a recibir alabanzas, pero pensó que Agyeman aún mostraba "el carisma y la autonomía de un pez muerto, a pesar de la transformación de Martha de una boba enamoradiza a una supersoldado a lo Ripley". Wales resumió que el episodio "tenía prácticamente todo lo que una apertura de una historia en dos partes debe tener, colocando suavemente las piezas en su lugar para la muestra rimbombante de la próxima semana". Alan Stanley Bear de Airlock Alpha calificó La estratagema Sontaran como una "aventura emocionante y nostálgica", y que el episodio alimenta la reputación de transformar un objeto cotidiano, el coche, en un "asesino en masa". Bear alabó el episodio porque la presentación entre Donna y Martha fuera opuesta a la de Rose Tyle y Sarah Jane Smith en Reunión escolar, por proporcionar un elemento humano en la subtrama en la que Donna visita a su abuelo, y por el cliffhanger del episodio. Sin embargo, Bear se mostró crítico ante el hecho de que llevó demasiado tiempo "ir al grano", así como el soso diálogo Sontaran y la simplicidad cliché del control mental, que Bear pensó "redujo lo que hubiera podido ser un fragmento de historia fantásticamente intrincado a material de dibujos animados de sábado por la mañana".
John Beresford de TV Scoop pensó que el episodio cumplió muchas de sus expectativas, con diálogo definido y algo de humor, una historia bien argumentada y con buen ritmo en conjunto con "un montón de acción", a pesar del arranque lento del episodio. Beresford también alabó la reintroducción de UNIT desde la "vieja y cansada UNIT" a la "recién rediseñada e impresionante UNIT con montones de gadgets geniales"; el encuentro entre el Doctor y Rattigan, calificando la escena como "un inspirado fragmento de guion", y el cliffhanger del episodio, calificándolo como "el mejor hasta ahora". También pensó que la idea de ATMOS funcionaba muy bien. El único punto débil que Beresford encontró en el episodio era que los Sontaran parecían haberse suavizado un poco, diciendo que Staal hubiera "disparado primero y preguntado después".